# Nova Esperança do Sudoeste
Nova Esperança do Sudoeste is een gemeente in de Braziliaanse deelstaat Paraná. De gemeente telt 5.337 inwoners (schatting 2009).

## Geboren in Nova Esperança do Sudoeste
- Dagoberto Pelentier (1983), voetballer